# Txus García
Pour les articles homonymes, voir García.
Txus García, né à Tarragone (État espagnol) en 1974, est un poète queer espagnol.

## Biographie
Cinquième enfant d'une famille de pêcheurs, Txus revendique ses origines de la classe ouvrière. 
Il vit à Tarragone jusqu'à l'âge de 37 ans, où il exerce le métier d'éducateur. Il emménage finalement à Barcelone pour travailler dans le secteur social et se consacrer à la poésie queer, à la scène et au militantisme.
Formé au théâtre et au cabaret selon Jango Edwards, son style de performance se base sur l'interaction avec le public et le sens de l'humour lesbien. 
Avant sa transition de genre, il s'était défini comme une « senyora rara » (en français : une « dame rare ») sur les thèmes de la diversité sexuelle, du féminisme et des droits LGBTI. Ses mises en scène, ses stand-up et ses performances sont basées sur ses propres textes ou ceux d'autres auteurs.  
Il dit vouloir lutter « de façon indépendante » pour les libertés humaines et en faveur des droits des animaux. 

## Œuvre
- Txus García, Poesía para niñas bien, Barcelone, Edicions Bellatera, 2012, 132 p. (ISBN 978-84-7290-873-4)[13].
- Txus García, Este amor, Barcelone, Edicions Bellatera, 2018, 94 p. (ISBN 978-8472908710).